# 莱塔山麓霍夫
莱塔山麓霍夫是奥地利下奥地利州莱塔河畔布鲁克县的一个市镇。总面积21.98平方公里，总人口1376人，人口密度62.6人/平方公里（2009年）。